# Haras national d'Uzès
Le haras national d'Uzès est un haras national français destiné à l'amélioration des races chevalines et de l'élevage équin en France. Il est situé sur le territoire de la commune d'Uzès. Créé en 1974 autour d'une ancienne propriété, il s'est doté d'installations modernes, dont un manège, des carrières et un terrain planté d'obstacles pour l'entraînement de ses chevaux. Il est surtout utilisé à la sélection et l'entraînement des chevaux de loisir.

## Direction
- ?-2019 : Anne-Sophie Lauthier
- depuis 2019 : Luc Fruitet[2]